# Lista över insjöar i Sverige med namn som slutar med -gölen (Småland A-O)
gölen  ingår i namnet på följande insjöar i Sverige som har Wikipedia-artikel:

## Småland (A-O)
- Abborragölen (Bosebo socken, Småland), sjö i Gislaveds kommun och Småland 57°16′51″N 13°18′45″Ö / 57.28092°N 13.31243°Ö
- Abborragölen (Bottnaryds socken, Småland), sjö i Jönköpings kommun och Småland 57°46′47″N 13°49′25″Ö / 57.77977°N 13.82355°Ö
- Abborragölen (Eksjö socken, Småland), sjö i Eksjö kommun och Småland 57°38′59″N 14°56′41″Ö / 57.64967°N 14.94486°Ö
- Abborragölen (Fagerhults socken, Småland), sjö i Högsby kommun och Småland 57°13′51″N 15°38′45″Ö / 57.23093°N 15.64594°Ö
- Abborragölen (Svenarums socken, Småland), sjö i Vaggeryds kommun och Småland 57°31′55″N 14°14′01″Ö / 57.53192°N 14.23358°Ö
- Abborragölen (Tingsås socken, Småland), sjö i Tingsryds kommun och Småland 56°29′17″N 14°54′02″Ö / 56.48795°N 14.90043°Ö
- Abborragölen (Våthults socken, Småland), sjö i Gislaveds kommun och Småland 57°17′35″N 13°26′01″Ö / 57.29306°N 13.43356°Ö
- Abborragölen (Åseda socken, Småland), sjö i Uppvidinge kommun och Småland 57°09′35″N 15°30′35″Ö / 57.15965°N 15.50974°Ö
- Abborragölen (Åsenhöga socken, Småland), sjö i Gnosjö kommun och Småland 57°26′20″N 13°42′50″Ö / 57.43896°N 13.71378°Ö
- Abborregölen (Burseryds socken, Småland), sjö i Gislaveds kommun och Småland 57°10′40″N 13°15′31″Ö / 57.17770°N 13.25852°Ö
- Abborregölen (Gärdserums socken, Småland), sjö i Åtvidabergs kommun och Småland 58°07′19″N 16°10′12″Ö / 58.12194°N 16.17002°Ö
- Abborregölen (Södra Vi socken, Småland, 640526-148978), sjö i Vimmerby kommun och Småland 57°46′19″N 15°38′00″Ö / 57.77191°N 15.63346°Ö
- Abborregölen (Södra Vi socken, Småland, 641350-148966), sjö i Vimmerby kommun och Småland 57°50′45″N 15°37′52″Ö / 57.84589°N 15.63109°Ö
- Abborregölen (Södra Vi socken, Småland, 641409-149271), sjö i Vimmerby kommun och Småland 57°51′05″N 15°40′57″Ö / 57.85125°N 15.68243°Ö
- Abborregölen (Virserums socken, Småland), sjö i Hultsfreds kommun och Småland 57°14′24″N 15°35′23″Ö / 57.24010°N 15.58959°Ö
- Abborrgölen (Lenhovda socken, Småland), sjö i Uppvidinge kommun och Småland 56°58′38″N 15°27′04″Ö / 56.97712°N 15.45117°Ö
- Abborrgölen (Långasjö socken, Småland, 626535-147205), sjö i Emmaboda kommun och Småland 56°30′53″N 15°21′04″Ö / 56.51485°N 15.35122°Ö
- Abborrgölen (Långasjö socken, Småland, 626559-147221), sjö i Emmaboda kommun och Småland 56°30′54″N 15°21′03″Ö / 56.51494°N 15.35089°Ö
- Abborrgölen (Nydala socken, Småland), sjö i Värnamo kommun och Småland 57°21′48″N 14°19′45″Ö / 57.36344°N 14.32921°Ö
- Abborrgölen (Tranås socken, Småland, 644242-145070), sjö i Tranås kommun och Småland 58°06′11″N 14°58′09″Ö / 58.10292°N 14.96907°Ö
- Abborrgölen (Tranås socken, Småland, 644545-144972), sjö i Tranås kommun och Småland 58°07′48″N 14°57′06″Ö / 58.13001°N 14.95180°Ö
- Abborrgölen (Tveta socken, Småland), sjö i Hultsfreds kommun och Småland 57°14′43″N 15°39′07″Ö / 57.24522°N 15.65184°Ö
- Abborrgölen (Vissefjärda socken, Småland, 626312-148159), sjö i Emmaboda kommun och Småland 56°29′43″N 15°30′23″Ö / 56.49530°N 15.50634°Ö
- Abborrgölen (Vissefjärda socken, Småland, 627004-149286), sjö i Emmaboda kommun och Småland 56°33′28″N 15°41′21″Ö / 56.55775°N 15.68913°Ö
- Aborrakullgölen, sjö i Gnosjö kommun och Småland 57°21′48″N 13°49′57″Ö / 57.36336°N 13.83260°Ö
- Agnegölen (Lemnhults socken, Småland), sjö i Vetlanda kommun och Småland 57°15′38″N 15°19′34″Ö / 57.26056°N 15.32599°Ö
- Agnegölen (Malmbäcks socken, Småland), sjö i Nässjö kommun och Småland 57°31′31″N 14°22′56″Ö / 57.52524°N 14.38210°Ö
- Almesåkragölen, sjö i Nässjö kommun och Småland 57°33′12″N 14°36′47″Ö / 57.55341°N 14.61304°Ö
- Ambogölen, sjö i Jönköpings kommun och Småland 57°47′55″N 13°47′51″Ö / 57.79849°N 13.79746°Ö
- Ammarpagölen, sjö i Jönköpings kommun och Småland 57°48′41″N 14°19′35″Ö / 57.81143°N 14.32625°Ö
- Andersbogölen, sjö i Gnosjö kommun och Småland 57°19′20″N 13°50′23″Ö / 57.32225°N 13.83962°Ö
- Andgölen (Mörlunda socken, Småland), sjö i Hultsfreds kommun och Småland 57°18′00″N 15°57′41″Ö / 57.30008°N 15.96148°Ö
- Andgölen (Södra Vi socken, Småland), sjö i Vimmerby kommun och Småland 57°47′01″N 15°35′09″Ö / 57.78351°N 15.58584°Ö
- Annelundsgölen, sjö i Västerviks kommun och Småland 57°37′58″N 16°31′11″Ö / 57.63282°N 16.51968°Ö
- Arnarpagölen, sjö i Hylte kommun och Småland 57°03′03″N 13°33′45″Ö / 57.05083°N 13.56260°Ö
- Avesgölen, sjö i Vaggeryds kommun och Småland 57°28′27″N 14°25′50″Ö / 57.47414°N 14.43060°Ö
- Baggarpagölen, sjö i Jönköpings kommun och Småland 57°48′06″N 14°20′53″Ö / 57.80153°N 14.34802°Ö
- Barnagölen (Eksjö socken, Småland), sjö i Eksjö kommun och Småland 57°39′42″N 14°57′17″Ö / 57.66168°N 14.95480°Ö
- Barnagölen (Lekeryds socken, Småland), sjö i Jönköpings kommun och Småland 57°46′37″N 14°23′47″Ö / 57.77684°N 14.39625°Ö
- Barnagölen (Södra Unnaryds socken, Småland), sjö i Hylte kommun och Småland 57°00′44″N 13°32′33″Ö / 57.01220°N 13.54237°Ö
- Bastabergsgölen, sjö i Växjö kommun och Småland 57°12′41″N 14°49′09″Ö / 57.21126°N 14.81923°Ö
- Bastegölen (Lemnhults socken, Småland), sjö i Vetlanda kommun och Småland 57°13′53″N 15°16′49″Ö / 57.23146°N 15.28034°Ö
- Bastegölen (Södra Vi socken, Småland), sjö i Vimmerby kommun och Småland 57°46′09″N 15°35′00″Ö / 57.76914°N 15.58324°Ö
- Bastegölen (Tuna socken, Småland), sjö i Vimmerby kommun och Småland 57°32′46″N 16°05′27″Ö / 57.54624°N 16.09079°Ö
- Bellvygölen, sjö i Vimmerby kommun och Småland 57°45′20″N 16°05′21″Ö / 57.75555°N 16.08924°Ö
- Bengtagölen, sjö i Jönköpings kommun och Småland 57°52′22″N 14°24′26″Ö / 57.87269°N 14.40733°Ö
- Bergsjögölen, sjö i Åtvidabergs kommun och Småland 58°08′54″N 16°08′36″Ö / 58.14823°N 16.14346°Ö
- Berkgölen, sjö i Hultsfreds kommun och Småland 57°18′03″N 16°02′23″Ö / 57.30095°N 16.03962°Ö
- Bisterhultsgölen, sjö i Tingsryds kommun och Småland 56°33′02″N 15°07′47″Ö / 56.55066°N 15.12966°Ö
- Bjuregölen, sjö i Vetlanda kommun och Småland 57°13′55″N 15°11′12″Ö / 57.23193°N 15.18661°Ö
- Bjurgölen, sjö i Hultsfreds kommun och Småland 57°18′41″N 15°57′24″Ö / 57.31140°N 15.95672°Ö
- Björkagölen (Hjälmseryds socken, Småland), sjö i Sävsjö kommun och Småland 57°12′23″N 14°32′01″Ö / 57.20627°N 14.53358°Ö
- Björkagölen (Älmeboda socken, Småland), sjö i Tingsryds kommun och Småland 56°28′24″N 15°15′09″Ö / 56.47323°N 15.25241°Ö
- Björkviksgölen, sjö i Åtvidabergs kommun och Småland 58°12′22″N 16°20′05″Ö / 58.20612°N 16.33468°Ö
- Björkåsgölen, sjö i Gislaveds kommun och Småland 57°15′23″N 13°22′56″Ö / 57.25632°N 13.38222°Ö
- Björnbråtsgölen, sjö i Oskarshamns kommun och Småland 57°25′15″N 16°00′02″Ö / 57.42080°N 16.00044°Ö
- Björnbäcksgölen, sjö i Hultsfreds kommun och Småland 57°25′46″N 15°40′48″Ö / 57.42950°N 15.68003°Ö
- Björngölen (Rumskulla socken, Småland), sjö i Vimmerby kommun och Småland 57°44′40″N 15°33′50″Ö / 57.74450°N 15.56391°Ö
- Björngölen (Virserums socken, Småland), sjö i Hultsfreds kommun och Småland 57°15′59″N 15°33′20″Ö / 57.26652°N 15.55562°Ö
- Björnhultsgölen, sjö i Sävsjö kommun och Småland 57°12′10″N 14°30′27″Ö / 57.20268°N 14.50740°Ö
- Björnstorpagölen, sjö i Vetlanda kommun och Småland 57°22′26″N 15°25′51″Ö / 57.37378°N 15.43089°Ö
- Björsbogölen, sjö i Värnamo kommun och Småland 57°09′26″N 13°55′56″Ö / 57.15733°N 13.93235°Ö
- Blomsterkullagölen, sjö i Vetlanda kommun och Småland 57°15′11″N 15°08′51″Ö / 57.25310°N 15.14749°Ö
- Blomstrandsgölen, sjö i Tranås kommun och Småland 57°57′52″N 14°40′22″Ö / 57.96450°N 14.67274°Ö
- Blågölen (Mörlunda socken, Småland), sjö i Hultsfreds kommun och Småland 57°15′26″N 15°48′53″Ö / 57.25716°N 15.81466°Ö
- Blågölen (Tveta socken, Småland), sjö i Hultsfreds kommun och Småland 57°16′18″N 15°45′46″Ö / 57.27179°N 15.76278°Ö
- Boarydsgölen, sjö i Eksjö kommun och Småland 57°37′28″N 15°04′46″Ö / 57.62448°N 15.07935°Ö
- Boaskogsgölen, sjö i Nässjö kommun och Småland 57°44′46″N 14°51′50″Ö / 57.74607°N 14.86381°Ö
- Bodagölen (Hässleby socken, Småland), sjö i Eksjö kommun och Småland 57°33′52″N 15°32′25″Ö / 57.56442°N 15.54021°Ö
- Bodagölen (Nässjö socken, Småland), sjö i Nässjö kommun och Småland 57°34′39″N 14°49′07″Ö / 57.57754°N 14.81869°Ö
- Bogårdsgölen (Alseda socken, Småland), sjö i Vetlanda kommun och Småland 57°22′46″N 15°18′27″Ö / 57.37937°N 15.30748°Ö
- Bogårdsgölen (Hults socken, Småland), sjö i Eksjö kommun och Småland 57°39′10″N 15°09′12″Ö / 57.65281°N 15.15332°Ö
- Bohultagölen, sjö i Gislaveds kommun och Småland 57°19′34″N 13°40′03″Ö / 57.32608°N 13.66739°Ö
- Bolsgölen, sjö i Uppvidinge kommun och Småland 57°04′13″N 15°15′37″Ö / 57.07028°N 15.26020°Ö
- Bommagölen, sjö i Jönköpings kommun och Småland 57°38′39″N 14°12′23″Ö / 57.64419°N 14.20629°Ö
- Bondhorvegölen, sjö i Vimmerby kommun och Småland 57°31′17″N 16°09′33″Ö / 57.52138°N 16.15918°Ö
- Boställagölen, sjö i Vetlanda kommun och Småland 57°21′30″N 14°54′40″Ö / 57.35841°N 14.91116°Ö
- Botilstorpsgölen, sjö i Tranås kommun och Småland 58°01′55″N 14°38′57″Ö / 58.03181°N 14.64929°Ö
- Botorpsgölen, sjö i Västerviks kommun och Småland 58°04′29″N 16°17′15″Ö / 58.07468°N 16.28749°Ö
- Bottengölen, sjö i Västerviks kommun och Småland 57°58′29″N 16°19′48″Ö / 57.97476°N 16.33009°Ö
- Brantebergsgölen, sjö i Nässjö kommun och Småland 57°43′33″N 14°52′40″Ö / 57.72588°N 14.87776°Ö
- Bretoftagölen, sjö i Jönköpings kommun och Småland 57°38′23″N 14°23′13″Ö / 57.63980°N 14.38700°Ö
- Brinkagölen, sjö i Uppvidinge kommun och Småland 57°10′45″N 15°21′26″Ö / 57.17914°N 15.35714°Ö
- Brofallegölen, sjö i Vimmerby kommun och Småland 57°43′19″N 15°56′36″Ö / 57.72194°N 15.94331°Ö
- Broketagölen, sjö i Vaggeryds kommun och Småland 57°33′08″N 13°59′02″Ö / 57.55218°N 13.98379°Ö
- Bruddgölen, sjö i Vimmerby kommun och Småland 57°46′45″N 15°53′09″Ö / 57.77927°N 15.88588°Ö
- Brusabogölen, sjö i Sävsjö kommun och Småland 57°22′16″N 14°43′07″Ö / 57.37117°N 14.71853°Ö
- Brännamålagölen, sjö i Växjö kommun och Småland 57°12′36″N 14°49′40″Ö / 57.20998°N 14.82787°Ö
- Brännaregölen, sjö i Västerviks kommun och Småland 57°36′19″N 16°20′43″Ö / 57.60522°N 16.34517°Ö
- Brännegölen, sjö i Gislaveds kommun och Småland 57°32′01″N 13°54′09″Ö / 57.53374°N 13.90239°Ö
- Brännerigölen, sjö i Västerviks kommun och Småland 57°44′01″N 16°30′13″Ö / 57.73356°N 16.50353°Ö
- Bråmålagölen, sjö i Tranås kommun och Småland 58°06′45″N 14°54′01″Ö / 58.11241°N 14.90031°Ö
- Bråtagölen, sjö i Vaggeryds kommun och Småland 57°29′31″N 14°16′23″Ö / 57.49190°N 14.27300°Ö
- Bråtebergsgölen, sjö i Växjö kommun och Småland 57°13′07″N 14°48′34″Ö / 57.21873°N 14.80943°Ö
- Bråthemsgölen, sjö i Växjö kommun och Småland 57°08′06″N 14°44′56″Ö / 57.13490°N 14.74892°Ö
- Bungebogölen, sjö i Gnosjö kommun och Småland 57°27′04″N 13°45′15″Ö / 57.45103°N 13.75424°Ö
- Buskabodagölen, sjö i Tingsryds kommun och Småland 56°30′53″N 14°50′00″Ö / 56.51466°N 14.83335°Ö
- Bussgölen, sjö i Vimmerby kommun och Småland 57°50′14″N 15°37′03″Ö / 57.83716°N 15.61750°Ö
- Byagölen, sjö i Vaggeryds kommun och Småland 57°35′31″N 14°04′27″Ö / 57.59207°N 14.07411°Ö
- Byegölen, sjö i Hultsfreds kommun och Småland 57°20′36″N 15°46′08″Ö / 57.34345°N 15.76901°Ö
- Byestadgölen, sjö i Vetlanda kommun och Småland 57°19′38″N 15°10′21″Ö / 57.32731°N 15.17255°Ö
- Byggagölen, sjö i Uppvidinge kommun och Småland 57°03′39″N 15°37′40″Ö / 57.06083°N 15.62788°Ö
- Byggegölen (Fröderyds socken, Småland), sjö i Vetlanda kommun och Småland 57°20′34″N 14°51′22″Ö / 57.34274°N 14.85623°Ö
- Byggegölen (Korsberga socken, Småland), sjö i Vetlanda kommun och Småland 57°15′57″N 15°05′59″Ö / 57.26577°N 15.09969°Ö
- Bylingsgölen, sjö i Aneby kommun och Småland 57°51′15″N 14°59′20″Ö / 57.85406°N 14.98883°Ö
- Bäckarydsgölen, sjö i Värnamo kommun och Småland 57°19′50″N 14°18′07″Ö / 57.33069°N 14.30197°Ö
- Bäckgölen, sjö i Vimmerby kommun och Småland 57°42′44″N 15°42′07″Ö / 57.71218°N 15.70203°Ö
- Böllingetorpagölen, sjö i Sävsjö kommun och Småland 57°17′11″N 14°41′28″Ö / 57.28652°N 14.69118°Ö
- Börenäsgölen, sjö i Aneby kommun och Småland 57°50′49″N 15°01′02″Ö / 57.84706°N 15.01728°Ö
- Dackebogölen, sjö i Nybro kommun och Småland 56°41′00″N 15°48′26″Ö / 56.68326°N 15.80736°Ö
- Dagsbergsgölen, sjö i Åtvidabergs kommun och Småland 58°11′53″N 16°17′47″Ö / 58.19819°N 16.29630°Ö
- Dalagölen, sjö i Tingsryds kommun och Småland 56°30′08″N 15°13′16″Ö / 56.50209°N 15.22114°Ö
- Dalgölen, sjö i Eksjö kommun och Småland 57°38′43″N 15°24′22″Ö / 57.64515°N 15.40616°Ö
- Dammagölen, sjö i Jönköpings kommun och Småland 57°36′07″N 14°21′57″Ö / 57.60202°N 14.36589°Ö
- Digölen, sjö i Nässjö kommun och Småland 57°32′26″N 14°29′51″Ö / 57.54050°N 14.49757°Ö
- Dingagölen, sjö i Gislaveds kommun och Småland 57°07′02″N 13°34′27″Ö / 57.11733°N 13.57426°Ö
- Djupegölen, sjö i Vetlanda kommun och Småland 57°15′12″N 15°17′23″Ö / 57.25341°N 15.28980°Ö
- Djurgölen, sjö i Vimmerby kommun och Småland 57°36′56″N 16°00′55″Ö / 57.61544°N 16.01520°Ö
- Djurnäsagölen, sjö i Vetlanda kommun och Småland 57°16′05″N 15°19′06″Ö / 57.26807°N 15.31827°Ö
- Djäknegölen, sjö i Vaggeryds kommun och Småland 57°28′53″N 13°59′39″Ö / 57.48138°N 13.99415°Ö
- Dockgölen, sjö i Västerviks kommun och Småland 57°41′15″N 16°26′14″Ö / 57.68740°N 16.43709°Ö
- Domstugegölen, sjö i Västerviks kommun och Småland 57°36′04″N 16°22′05″Ö / 57.60099°N 16.36819°Ö
- Drösphultagölen, sjö i Jönköpings kommun och Småland 57°49′06″N 14°03′14″Ö / 57.81837°N 14.05385°Ö
- Dämsgölen, sjö i Vimmerby kommun och Småland 57°33′10″N 16°07′47″Ö / 57.55280°N 16.12976°Ö
- Ekebergsgölen, sjö i Nässjö kommun och Småland 57°45′02″N 14°40′33″Ö / 57.75064°N 14.67592°Ö
- Ekelsjögölen, sjö i Nässjö kommun och Småland 57°31′20″N 14°31′37″Ö / 57.52221°N 14.52694°Ö
- Ekerydsgölen (Byarums socken, Småland), sjö i Vaggeryds kommun och Småland 57°36′01″N 14°06′43″Ö / 57.60040°N 14.11203°Ö
- Ekerydsgölen (Ingatorps socken, Småland), sjö i Eksjö kommun och Småland 57°42′19″N 15°25′00″Ö / 57.70516°N 15.41657°Ö
- Eketorpagölen, sjö i Eksjö kommun och Småland 57°41′02″N 15°11′16″Ö / 57.68387°N 15.18780°Ö
- Ekhultagölen, sjö i Vetlanda kommun och Småland 57°15′41″N 15°06′30″Ö / 57.26142°N 15.10839°Ö
- Ekorragölen, sjö i Gislaveds kommun och Småland 57°09′08″N 13°11′04″Ö / 57.15228°N 13.18440°Ö
- Enebackagölen, sjö i Värnamo kommun och Småland 57°12′24″N 14°17′50″Ö / 57.20661°N 14.29726°Ö
- Esbjörnabogölen, sjö i Jönköpings kommun och Småland 57°39′41″N 14°23′11″Ö / 57.66143°N 14.38632°Ö
- Eskilsbyggegölen, sjö i Sävsjö kommun och Småland 57°28′06″N 14°30′29″Ö / 57.46841°N 14.50815°Ö
- Fagerhultagölen (Lemnhults socken, Småland), sjö i Vetlanda kommun och Småland 57°15′32″N 15°17′44″Ö / 57.25882°N 15.29569°Ö
- Fagerhultagölen (Nye socken, Småland), sjö i Vetlanda kommun och Småland 57°20′23″N 15°13′23″Ö / 57.33959°N 15.22316°Ö
- Fagerhultegölen, sjö i Vimmerby kommun och Småland 57°46′57″N 15°44′05″Ö / 57.78260°N 15.73461°Ö
- Fallagölen, sjö i Emmaboda kommun och Småland 56°30′15″N 15°22′52″Ö / 56.50427°N 15.38106°Ö
- Fallegölen, sjö i Nässjö kommun och Småland 57°41′56″N 14°43′31″Ö / 57.69890°N 14.72516°Ö
- Femmegölen, sjö i Vetlanda kommun och Småland 57°17′41″N 15°18′23″Ö / 57.29460°N 15.30647°Ö
- Femtingegölen, sjö i Jönköpings kommun och Småland 57°42′48″N 14°21′23″Ö / 57.71335°N 14.35644°Ö
- Fifflekullsgölen, sjö i Vetlanda kommun och Småland 57°21′31″N 15°09′06″Ö / 57.35872°N 15.15158°Ö
- Finntorpsgölen, sjö i Åtvidabergs kommun och Småland 58°11′02″N 16°16′47″Ö / 58.18398°N 16.27962°Ö
- Fiskabogölen, sjö i Gislaveds kommun och Småland 57°17′31″N 13°19′51″Ö / 57.29198°N 13.33093°Ö
- Fittgölen, sjö i Oskarshamns kommun och Småland 57°19′34″N 16°22′42″Ö / 57.32599°N 16.37826°Ö
- Flinkebogölen, sjö i Västerviks kommun och Småland 57°58′04″N 16°19′15″Ö / 57.96780°N 16.32086°Ö
- Flogölen, sjö i Vimmerby kommun och Småland 57°34′16″N 15°52′00″Ö / 57.57124°N 15.86671°Ö
- Flohultagölen, sjö i Sävsjö kommun och Småland 57°11′06″N 14°23′25″Ö / 57.18488°N 14.39026°Ö
- Flygölen, sjö i Växjö kommun och Småland 57°12′02″N 14°38′15″Ö / 57.20045°N 14.63752°Ö
- Fornamålagölen, sjö i Emmaboda kommun och Småland 56°31′30″N 15°29′52″Ö / 56.52491°N 15.49782°Ö
- Fotgölen, sjö i Hultsfreds kommun och Småland 57°31′06″N 15°45′12″Ö / 57.51845°N 15.75331°Ö
- Frejdagagölen, sjö i Vetlanda kommun och Småland 57°17′27″N 15°27′41″Ö / 57.29072°N 15.46126°Ö
- Frisbogölen, sjö i Vimmerby kommun och Småland 57°44′20″N 15°28′29″Ö / 57.73882°N 15.47480°Ö
- Fruegölen, sjö i Sävsjö kommun och Småland 57°27′57″N 14°27′35″Ö / 57.46593°N 14.45974°Ö
- Fröagölen, sjö i Gislaveds kommun och Småland 57°04′53″N 13°05′15″Ö / 57.08140°N 13.08745°Ö
- Fröderrydsgölen, sjö i Vetlanda kommun och Småland 57°19′08″N 14°53′12″Ö / 57.31890°N 14.88656°Ö
- Frögölen (Madesjö socken, Småland), sjö i Nybro kommun och Småland 56°41′46″N 15°48′24″Ö / 56.69619°N 15.80654°Ö
- Frögölen (Tuna socken, Småland), sjö i Vimmerby kommun och Småland 57°33′06″N 16°09′47″Ö / 57.55163°N 16.16315°Ö
- Fällegölen, sjö i Uppvidinge kommun och Småland 57°12′46″N 15°23′59″Ö / 57.21277°N 15.39959°Ö
- Fältagölen, sjö i Vetlanda kommun och Småland 57°26′18″N 15°29′04″Ö / 57.43840°N 15.48451°Ö
- Fängshultagölen, sjö i Gislaveds kommun och Småland 57°29′46″N 13°54′37″Ö / 57.49604°N 13.91019°Ö
- Färgegölen, sjö i Oskarshamns kommun och Småland 57°14′29″N 16°13′04″Ö / 57.24131°N 16.21778°Ö
- Fågelleksgölen, sjö i Nässjö kommun och Småland 57°34′49″N 14°42′49″Ö / 57.58036°N 14.71364°Ö
- Fågelåsagölen, sjö i Gislaveds kommun och Småland 57°31′37″N 13°54′06″Ö / 57.52681°N 13.90158°Ö
- Fågelåsgölen, sjö i Gislaveds kommun och Småland 57°14′41″N 13°16′21″Ö / 57.24482°N 13.27262°Ö
- Fåglanäsagölen, sjö i Vetlanda kommun och Småland 57°17′11″N 15°22′12″Ö / 57.28640°N 15.37009°Ö
- Fåramarksgölen, sjö i Vetlanda kommun och Småland 57°13′15″N 14°50′23″Ö / 57.22094°N 14.83983°Ö
- Fårmogölen, sjö i Hultsfreds kommun och Småland 57°29′09″N 15°43′13″Ö / 57.48575°N 15.72018°Ö
- Gamlarpagölen, sjö i Nässjö kommun och Småland 57°41′37″N 14°41′40″Ö / 57.69361°N 14.69446°Ö
- Gastagölen, sjö i Sävsjö kommun och Småland 57°12′26″N 14°27′30″Ö / 57.20719°N 14.45842°Ö
- Gastorpagölen, sjö i Eksjö kommun och Småland 57°32′22″N 15°04′36″Ö / 57.53934°N 15.07654°Ö
- Gatugölen, sjö i Jönköpings kommun och Småland 57°39′16″N 14°23′39″Ö / 57.65433°N 14.39414°Ö
- Getagölen, sjö i Värnamo kommun och Småland 56°53′04″N 14°16′47″Ö / 56.88443°N 14.27959°Ö
- Getterumgölen, sjö i Västerviks kommun och Småland 58°00′50″N 16°22′06″Ö / 58.01383°N 16.36822°Ö
- Gisslaköpsgölen, sjö i Vaggeryds kommun och Småland 57°26′47″N 13°57′17″Ö / 57.44641°N 13.95474°Ö
- Gistorpagölen, sjö i Sävsjö kommun och Småland 57°17′39″N 14°42′50″Ö / 57.29417°N 14.71384°Ö
- Gjusgölen, sjö i Västerviks kommun och Småland 57°37′37″N 16°16′42″Ö / 57.62694°N 16.27837°Ö
- Glabogölen, sjö i Västerviks kommun och Småland 57°58′17″N 16°08′48″Ö / 57.97134°N 16.14653°Ö
- Glassåsgölen, sjö i Tranås kommun och Småland 58°02′17″N 14°38′10″Ö / 58.03816°N 14.63621°Ö
- Granatagölen, sjö i Vetlanda kommun och Småland 57°17′00″N 15°23′07″Ö / 57.28340°N 15.38522°Ö
- Granebogölen, sjö i Västerviks kommun och Småland 57°51′20″N 16°19′39″Ö / 57.85562°N 16.32751°Ö
- Granskattehultsgölen, sjö i Nässjö kommun och Småland 57°31′15″N 14°47′51″Ö / 57.52081°N 14.79753°Ö
- Granstorpgölen, sjö i Vetlanda kommun och Småland 57°27′08″N 15°18′25″Ö / 57.45219°N 15.30682°Ö
- Gravagölen, sjö i Tranås kommun och Småland 58°04′33″N 14°41′11″Ö / 58.07578°N 14.68634°Ö
- Gretegölen, sjö i Vetlanda kommun och Småland 57°17′34″N 15°18′28″Ö / 57.29272°N 15.30766°Ö
- Grimgölen, sjö i Oskarshamns kommun och Småland 57°24′36″N 16°20′23″Ö / 57.41012°N 16.33964°Ö
- Grimsjögölen, sjö i Emmaboda kommun och Småland 56°36′00″N 15°27′41″Ö / 56.60007°N 15.46139°Ö
- Grindgölen, sjö i Vimmerby kommun och Småland 57°47′42″N 15°59′39″Ö / 57.79505°N 15.99420°Ö
- Grundgölen, sjö i Vimmerby kommun och Småland 57°45′06″N 16°01′30″Ö / 57.75172°N 16.02488°Ö
- Grundlösagölen, sjö i Vaggeryds kommun och Småland 57°36′07″N 14°04′22″Ö / 57.60184°N 14.07281°Ö
- Grytsjögölen, sjö i Hultsfreds kommun och Småland 57°16′11″N 15°42′49″Ö / 57.26961°N 15.71356°Ö
- Grälegogölen, sjö i Jönköpings kommun och Småland 58°01′58″N 14°33′49″Ö / 58.03289°N 14.56359°Ö
- Grästorpagölen, sjö i Vetlanda kommun och Småland 57°18′25″N 15°21′49″Ö / 57.30685°N 15.36355°Ö
- Grönabergsgölen, sjö i Emmaboda kommun och Småland 56°44′12″N 15°37′11″Ö / 56.73655°N 15.61962°Ö
- Gubbagölen, sjö i Nässjö kommun och Småland 57°42′06″N 14°41′54″Ö / 57.70172°N 14.69841°Ö
- Gumnarydgölen, sjö i Eksjö kommun och Småland 57°41′59″N 15°00′30″Ö / 57.69983°N 15.00824°Ö
- Gumpagölen, sjö i Lessebo kommun och Småland 56°42′08″N 15°15′05″Ö / 56.70232°N 15.25133°Ö
- Gunnarsgölen, sjö i Västerviks kommun och Småland 57°38′00″N 16°28′12″Ö / 57.63345°N 16.46997°Ö
- Gäddegölen (Bosebo socken, Småland), sjö i Gislaveds kommun och Småland 57°17′34″N 13°20′56″Ö / 57.29269°N 13.34880°Ö
- Gäddegölen (Byarums socken, Småland), sjö i Vaggeryds kommun och Småland 57°29′49″N 13°58′06″Ö / 57.49681°N 13.96820°Ö
- Gäddegölen (Svenarums socken, Småland), sjö i Vaggeryds kommun och Småland 57°28′21″N 14°24′06″Ö / 57.47239°N 14.40166°Ö
- Gäddgölen (Frödinge socken, Småland), sjö i Vimmerby kommun och Småland 57°40′47″N 15°59′03″Ö / 57.67960°N 15.98405°Ö
- Gäddgölen (Mörlunda socken, Småland), sjö i Hultsfreds kommun och Småland 57°15′06″N 15°49′02″Ö / 57.25160°N 15.81715°Ö
- Gäddgölen (Södra Vi socken, Småland), sjö i Vimmerby kommun och Småland 57°46′49″N 15°35′53″Ö / 57.78020°N 15.59796°Ö
- Gäddgölen (Vena socken, Småland), sjö i Vimmerby kommun och Småland 57°30′17″N 16°08′34″Ö / 57.50463°N 16.14284°Ö
- Gällarydgölen, sjö i Nybro kommun och Småland 57°04′27″N 15°49′19″Ö / 57.07416°N 15.82204°Ö
- Gärahovsgölen, sjö i Vaggeryds kommun och Småland 57°30′43″N 14°09′31″Ö / 57.51192°N 14.15852°Ö
- Gärdesgölen (Fågelfors socken, Småland), sjö i Högsby kommun och Småland 57°10′49″N 15°47′04″Ö / 57.18021°N 15.78455°Ö
- Gärdesgölen (Kråksmåla socken, Småland, 631669-150182), sjö i Nybro kommun och Småland 56°58′36″N 15°50′07″Ö / 56.97672°N 15.83516°Ö
- Gärdesgölen (Kråksmåla socken, Småland, 632523-150820), sjö i Nybro kommun och Småland 57°03′12″N 15°56′25″Ö / 57.05334°N 15.94035°Ö
- Gärdesgölen (Tingsås socken, Småland), sjö i Tingsryds kommun och Småland 56°23′15″N 14°51′40″Ö / 56.38761°N 14.86120°Ö
- Gärdesgölen (Åkers socken, Småland), sjö i Vaggeryds kommun och Småland 57°28′03″N 13°59′29″Ö / 57.46760°N 13.99150°Ö
- Gärdsgölen (Byarums socken, Småland), sjö i Vaggeryds kommun och Småland 57°30′13″N 13°59′23″Ö / 57.50350°N 13.98972°Ö
- Gärdsgölen (Högsby socken, Småland), sjö i Högsby kommun och Småland 57°07′41″N 15°51′54″Ö / 57.12793°N 15.86499°Ö
- Gärdsgölen (Oskars socken, Småland), sjö i Nybro kommun och Småland 56°37′40″N 15°47′58″Ö / 56.62785°N 15.79953°Ö
- Gärssjögölen, sjö i Vimmerby kommun och Småland 57°30′12″N 16°11′15″Ö / 57.50343°N 16.18737°Ö
- Gårdgölen (Asa socken, Småland), sjö i Växjö kommun och Småland 57°07′20″N 14°43′58″Ö / 57.12210°N 14.73278°Ö
- Gårdgölen (Hjälmseryds socken, Småland), sjö i Sävsjö kommun och Småland 57°12′47″N 14°32′38″Ö / 57.21310°N 14.54377°Ö
- Gårdgölen (Urshults socken, Småland), sjö i Tingsryds kommun och Småland 56°25′39″N 14°54′14″Ö / 56.42754°N 14.90381°Ö
- Gåsgölen, sjö i Eksjö kommun och Småland 57°40′25″N 14°57′10″Ö / 57.67361°N 14.95268°Ö
- Gölabergagölen, sjö i Uppvidinge kommun och Småland 57°08′58″N 15°28′29″Ö / 57.14942°N 15.47463°Ö
- Gölagölen, sjö i Gislaveds kommun och Småland 57°01′54″N 13°40′28″Ö / 57.03159°N 13.67446°Ö
- Gölen (Adelövs socken, Småland), sjö i Tranås kommun och Småland 58°05′48″N 14°43′28″Ö / 58.09667°N 14.72435°Ö
- Gölen (Anderstorps socken, Småland), sjö i Gislaveds kommun och Småland 57°15′17″N 13°41′14″Ö / 57.25483°N 13.68727°Ö
- Gölen (Angerdshestra socken, Småland), sjö i Jönköpings kommun och Småland 57°37′49″N 13°55′25″Ö / 57.63033°N 13.92362°Ö
- Gölen (Byarums socken, Småland), sjö i Vaggeryds kommun och Småland 57°34′59″N 14°09′09″Ö / 57.58315°N 14.15262°Ö
- Gölen (Döderhults socken, Småland, 635670-152988), sjö i Oskarshamns kommun och Småland 57°20′06″N 16°18′05″Ö / 57.33503°N 16.30136°Ö
- Gölen (Döderhults socken, Småland, 635684-154153), sjö i Oskarshamns kommun och Småland 57°20′07″N 16°29′41″Ö / 57.33538°N 16.49481°Ö
- Gölen (Femsjö socken, Småland), sjö i Hylte kommun och Småland 56°55′11″N 13°20′52″Ö / 56.91978°N 13.34791°Ö
- Gölen (Haurida socken, Småland), sjö i Aneby kommun och Småland 57°52′52″N 14°29′09″Ö / 57.88117°N 14.48590°Ö
- Gölen (Hjortsberga socken, Småland), sjö i Alvesta kommun och Småland 56°56′25″N 14°22′43″Ö / 56.94020°N 14.37852°Ö
- Gölen (Järeda socken, Småland), sjö i Hultsfreds kommun och Småland 57°22′50″N 15°36′29″Ö / 57.38047°N 15.60804°Ö
- Gölen (Järsnäs socken, Småland), sjö i Jönköpings kommun och Småland 57°48′55″N 14°31′30″Ö / 57.81530°N 14.52499°Ö
- Gölen (Kulltorps socken, Småland), sjö i Gnosjö kommun och Småland 57°16′00″N 13°45′41″Ö / 57.26666°N 13.76152°Ö
- Gölen (Lenhovda socken, Småland), sjö i Uppvidinge kommun och Småland 57°01′36″N 15°17′00″Ö / 57.02655°N 15.28340°Ö
- Gölen (Långaryds socken, Småland, 632459-135692), sjö i Hylte kommun och Småland 57°01′32″N 13°26′56″Ö / 57.02548°N 13.44899°Ö
- Gölen (Långaryds socken, Småland, 632562-134319), sjö i Hylte kommun och Småland 57°01′49″N 13°13′21″Ö / 57.03026°N 13.22249°Ö
- Gölen (Lönneberga socken, Småland), sjö i Hultsfreds kommun och Småland 57°32′03″N 15°39′35″Ö / 57.53409°N 15.65963°Ö
- Gölen (Malmbäcks socken, Småland), sjö i Nässjö kommun och Småland 57°31′04″N 14°29′05″Ö / 57.51774°N 14.48470°Ö
- Gölen (Markaryds socken, Småland), sjö i Markaryds kommun och Småland 56°28′38″N 13°36′11″Ö / 56.47719°N 13.60306°Ö
- Gölen (Mulseryds socken, Småland), sjö i Jönköpings kommun och Småland 57°42′17″N 13°54′04″Ö / 57.70472°N 13.90114°Ö
- Gölen (Sjösås socken, Småland), sjö i Växjö kommun och Småland 57°06′53″N 15°06′35″Ö / 57.11479°N 15.10983°Ö
- Gölen (Skirö socken, Småland), sjö i Vetlanda kommun och Småland 57°23′05″N 15°22′17″Ö / 57.38464°N 15.37126°Ö
- Gölen (Svarttorps socken, Småland), sjö i Jönköpings kommun och Småland 57°48′29″N 14°27′13″Ö / 57.80800°N 14.45375°Ö
- Gölen (Södra Vi socken, Småland), sjö i Vimmerby kommun och Småland 57°42′44″N 15°51′02″Ö / 57.71222°N 15.85067°Ö
- Gölen (Tofteryds socken, Småland), sjö i Vaggeryds kommun och Småland 57°26′44″N 14°14′56″Ö / 57.44545°N 14.24879°Ö
- Gölen (Vislanda socken, Småland), sjö i Alvesta kommun och Småland 56°44′52″N 14°29′06″Ö / 56.74774°N 14.48505°Ö
- Gölen (Vittaryds socken, Småland), sjö i Ljungby kommun och Småland 57°01′08″N 13°55′22″Ö / 57.01878°N 13.92286°Ö
- Gölen (Voxtorps socken, Småland), sjö i Värnamo kommun och Småland 57°09′49″N 14°12′23″Ö / 57.16373°N 14.20644°Ö
- Gölen (Väckelsångs socken, Småland), sjö i Tingsryds kommun och Småland 56°36′57″N 14°53′46″Ö / 56.61581°N 14.89606°Ö
- Gölen (Älmeboda socken, Småland), sjö i Tingsryds kommun och Småland 56°32′34″N 15°20′21″Ö / 56.54274°N 15.33918°Ö
- Göljarpagölen, sjö i Eksjö kommun och Småland 57°44′03″N 14°58′07″Ö / 57.73424°N 14.96854°Ö
- Göljarydsgölen (Almesåkra socken, Småland), sjö i Nässjö kommun och Småland 57°34′56″N 14°37′01″Ö / 57.58236°N 14.61694°Ö
- Göljarydsgölen (Bälaryds socken, Småland), sjö i Aneby kommun och Småland 57°48′05″N 14°42′26″Ö / 57.80129°N 14.70730°Ö
- Göljarydsgölen (Norra Solberga socken, Småland), sjö i Nässjö kommun och Småland 57°38′05″N 14°47′25″Ö / 57.63479°N 14.79019°Ö
- Göljerumsgölen, sjö i Västerviks kommun och Småland 57°37′11″N 16°33′08″Ö / 57.61970°N 16.55222°Ö
- Göljerydgölen, sjö i Vimmerby kommun och Småland 57°41′04″N 15°46′23″Ö / 57.68448°N 15.77319°Ö
- Göljhultsgölen, sjö i Vimmerby kommun och Småland 57°31′25″N 16°10′09″Ö / 57.52360°N 16.16922°Ö
- Göljåsagölen (Byarums socken, Småland), sjö i Vaggeryds kommun och Småland 57°33′42″N 13°59′50″Ö / 57.56153°N 13.99719°Ö
- Göljåsagölen (Stengårdshults socken, Småland), sjö i Gislaveds kommun och Småland 57°29′18″N 13°53′41″Ö / 57.48836°N 13.89474°Ö
- Göljåsgölen, sjö i Lessebo kommun och Småland 56°42′35″N 15°08′57″Ö / 56.70981°N 15.14917°Ö
- Gölängagölen, sjö i Växjö kommun och Småland 57°12′49″N 14°42′51″Ö / 57.21353°N 14.71407°Ö
- Göstatorpagölen, sjö i Sävsjö kommun och Småland 57°20′53″N 14°39′47″Ö / 57.34796°N 14.66307°Ö
- Hagagölen (Byarums socken, Småland), sjö i Vaggeryds kommun och Småland 57°29′26″N 13°59′36″Ö / 57.49053°N 13.99320°Ö
- Hagagölen (Öreryds socken, Småland), sjö i Gislaveds kommun och Småland 57°29′26″N 13°36′18″Ö / 57.49046°N 13.60508°Ö
- Haggölen (Byarums socken, Småland), sjö i Vaggeryds kommun och Småland 57°35′52″N 14°07′08″Ö / 57.59771°N 14.11901°Ö
- Haggölen (Frödinge socken, Småland), sjö i Vimmerby kommun och Småland 57°40′57″N 15°58′57″Ö / 57.68238°N 15.98239°Ö
- Haggölen (Rumskulla socken, Småland), sjö i Vimmerby kommun och Småland 57°41′36″N 15°37′09″Ö / 57.69323°N 15.61925°Ö
- Haggölen (Vissefjärda socken, Småland), sjö i Emmaboda kommun och Småland 56°34′20″N 15°44′49″Ö / 56.57216°N 15.74700°Ö
- Haggölen (Älghults socken, Småland), sjö i Uppvidinge kommun och Småland 56°59′07″N 15°45′05″Ö / 56.98525°N 15.75128°Ö
- Hagshultagölen, sjö i Vaggeryds kommun och Småland 57°20′45″N 14°12′13″Ö / 57.34573°N 14.20368°Ö
- Hagtorpsgölen, sjö i Aneby kommun och Småland 57°53′28″N 14°43′05″Ö / 57.89109°N 14.71805°Ö
- Hallgölen, sjö i Gislaveds kommun och Småland 57°30′46″N 13°48′53″Ö / 57.51281°N 13.81486°Ö
- Hammargölen, sjö i Sävsjö kommun och Småland 57°27′41″N 14°27′39″Ö / 57.46127°N 14.46075°Ö
- Hampasänkegölen, sjö i Eksjö kommun och Småland 57°35′58″N 14°56′02″Ö / 57.59958°N 14.93401°Ö
- Hanhyltagölen, sjö i Gnosjö kommun och Småland 57°25′31″N 13°41′12″Ö / 57.42521°N 13.68676°Ö
- Hansagölen, sjö i Gnosjö kommun och Småland 57°26′34″N 13°43′08″Ö / 57.44290°N 13.71888°Ö
- Hattagölen, sjö i Jönköpings kommun och Småland 57°45′09″N 14°31′30″Ö / 57.75244°N 14.52503°Ö
- Havragölen, sjö i Aneby kommun och Småland 57°50′24″N 14°57′08″Ö / 57.83999°N 14.95228°Ö
- Helvetesgölen (Kulltorps socken, Småland), sjö i Gnosjö kommun och Småland 57°19′04″N 13°46′33″Ö / 57.31773°N 13.77595°Ö
- Helvetesgölen (Södra Vi socken, Småland), sjö i Vimmerby kommun och Småland 57°42′02″N 15°45′53″Ö / 57.70055°N 15.76479°Ö
- Hemgölen (Barkeryds socken, Småland), sjö i Nässjö kommun och Småland 57°42′03″N 14°35′35″Ö / 57.70085°N 14.59294°Ö
- Hemgölen (Eksjö socken, Småland), sjö i Eksjö kommun och Småland 57°40′54″N 14°53′45″Ö / 57.68157°N 14.89583°Ö
- Hemgölen (Gärdserums socken, Småland), sjö i Åtvidabergs kommun och Småland 58°12′39″N 16°05′53″Ö / 58.21074°N 16.09812°Ö
- Hemgölen (Hallingebergs socken, Småland), sjö i Västerviks kommun och Småland 57°46′31″N 16°17′38″Ö / 57.77531°N 16.29375°Ö
- Hemgölen (Hultsjö socken, Småland), sjö i Sävsjö kommun och Småland 57°18′15″N 14°40′22″Ö / 57.30405°N 14.67273°Ö
- Hemgölen (Mörlunda socken, Småland), sjö i Hultsfreds kommun och Småland 57°20′04″N 15°59′11″Ö / 57.33453°N 15.98637°Ö
- Hemgölen (Överums socken, Småland), sjö i Västerviks kommun och Småland 57°58′53″N 16°19′17″Ö / 57.98135°N 16.32139°Ö
- Hiegölsgölen, sjö i Jönköpings kommun och Småland 57°39′27″N 14°21′58″Ö / 57.65761°N 14.36603°Ö
- Hillhultagölen, sjö i Vetlanda kommun och Småland 57°14′20″N 15°01′52″Ö / 57.23888°N 15.03098°Ö
- Holmagölen (Björkö socken, Småland), sjö i Vetlanda kommun och Småland 57°34′14″N 14°53′33″Ö / 57.57047°N 14.89242°Ö
- Holmagölen (Norra Solberga socken, Småland), sjö i Nässjö kommun och Småland 57°39′42″N 14°50′44″Ö / 57.66162°N 14.84556°Ö
- Holmagölen (Svenarums socken, Småland), sjö i Vaggeryds kommun och Småland 57°31′38″N 14°14′20″Ö / 57.52732°N 14.23879°Ö
- Holmanäsagölen, sjö i Växjö kommun och Småland 57°12′44″N 14°48′32″Ö / 57.21217°N 14.80878°Ö
- Holmsjökullsgölen, sjö i Vimmerby kommun och Småland 57°38′26″N 15°34′31″Ö / 57.64063°N 15.57532°Ö
- Holmskogagölen, sjö i Jönköpings kommun och Småland 57°35′49″N 14°13′58″Ö / 57.59693°N 14.23278°Ö
- Horsegölen, sjö i Högsby kommun och Småland 57°09′43″N 15°57′29″Ö / 57.16207°N 15.95793°Ö
- Horsgölen (Djursdala socken, Småland), sjö i Vimmerby kommun och Småland 57°47′41″N 15°52′11″Ö / 57.79482°N 15.86960°Ö
- Horsgölen (Målilla socken, Småland), sjö i Hultsfreds kommun och Småland 57°25′54″N 15°42′48″Ö / 57.43160°N 15.71332°Ö
- Horsgölen (Nottebäcks socken, Småland), sjö i Uppvidinge kommun och Småland 57°09′23″N 15°13′50″Ö / 57.15635°N 15.23067°Ö
- Horvegölen, sjö i Mönsterås kommun och Småland 57°10′21″N 16°15′28″Ö / 57.17248°N 16.25769°Ö
- Hovgårdsgölen, sjö i Sävsjö kommun och Småland 57°15′39″N 14°40′43″Ö / 57.26082°N 14.67870°Ö
- Hovgölen, sjö i Ljungby kommun och Småland 56°47′35″N 14°16′39″Ö / 56.79315°N 14.27741°Ö
- Hultagölen (Lemnhults socken, Småland), sjö i Vetlanda kommun och Småland 57°17′06″N 15°13′32″Ö / 57.28501°N 15.22568°Ö
- Hultagölen (Våthults socken, Småland), sjö i Gislaveds kommun och Småland 57°16′58″N 13°26′54″Ö / 57.28282°N 13.44831°Ö
- Hultatorpagölen, sjö i Hylte kommun och Småland 56°56′29″N 13°33′55″Ö / 56.94138°N 13.56523°Ö
- Hultgölen, sjö i Oskarshamns kommun och Småland 57°20′03″N 16°21′46″Ö / 57.33414°N 16.36278°Ö
- Hulvestorpagölen, sjö i Jönköpings kommun och Småland 57°54′49″N 14°28′16″Ö / 57.91361°N 14.47104°Ö
- Hundsgölen, sjö i Nybro kommun och Småland 56°38′13″N 15°47′28″Ö / 56.63692°N 15.79122°Ö
- Hyndegölen, sjö i Gislaveds kommun och Småland 57°28′07″N 13°38′37″Ö / 57.46867°N 13.64373°Ö
- Häckagölen, sjö i Uppvidinge kommun och Småland 57°03′57″N 15°40′39″Ö / 57.06592°N 15.67747°Ö
- Häggatorpagölen, sjö i Sävsjö kommun och Småland 57°18′11″N 14°40′39″Ö / 57.30301°N 14.67757°Ö
- Hägnagölen (Madesjö socken, Småland), sjö i Nybro kommun och Småland 56°40′06″N 15°49′35″Ö / 56.66844°N 15.82644°Ö
- Hägnagölen (Stengårdshults socken, Småland), sjö i Gislaveds kommun och Småland 57°30′14″N 13°50′45″Ö / 57.50395°N 13.84588°Ö
- Hägnagölen (Svenarums socken, Småland), sjö i Vaggeryds kommun och Småland 57°30′46″N 14°21′51″Ö / 57.51291°N 14.36406°Ö
- Hällabogölen, sjö i Sävsjö kommun och Småland 57°16′57″N 14°38′10″Ö / 57.28243°N 14.63609°Ö
- Hällerumgölen, sjö i Hultsfreds kommun och Småland 57°29′42″N 15°58′14″Ö / 57.49510°N 15.97065°Ö
- Hämtegölen, sjö i Jönköpings kommun och Småland 57°43′35″N 14°30′15″Ö / 57.72636°N 14.50413°Ö
- Härnamragölen, sjö i Vetlanda kommun och Småland 57°17′40″N 15°18′13″Ö / 57.29441°N 15.30349°Ö
- Härnumsgölen, sjö i Västerviks kommun och Småland 57°59′56″N 16°24′57″Ö / 57.99898°N 16.41584°Ö
- Härsåsgölen, sjö i Eksjö kommun och Småland 57°42′01″N 15°22′42″Ö / 57.70019°N 15.37821°Ö
- Hästagölen, sjö i Sävsjö kommun och Småland 57°27′09″N 14°27′45″Ö / 57.45258°N 14.46240°Ö
- Hästerummegölen, sjö i Västerviks kommun och Småland 57°53′49″N 16°13′14″Ö / 57.89687°N 16.22053°Ö
- Hästerydsgölen, sjö i Vetlanda kommun och Småland 57°18′44″N 15°19′23″Ö / 57.31227°N 15.32316°Ö
- Hästfällegölen, sjö i Jönköpings kommun och Småland 57°41′08″N 14°12′26″Ö / 57.68552°N 14.20732°Ö
- Hästhagsgölen (Ukna socken, Småland), sjö i Västerviks kommun och Småland 58°04′50″N 16°24′27″Ö / 58.08046°N 16.40740°Ö
- Hästhagsgölen (Vena socken, Småland), sjö i Hultsfreds kommun och Småland 57°31′21″N 15°56′30″Ö / 57.52252°N 15.94173°Ö
- Hästholmsgölen, sjö i Aneby kommun och Småland 57°51′17″N 14°58′05″Ö / 57.85473°N 14.96810°Ö
- Hålgölen, sjö i Åtvidabergs kommun och Småland 58°14′02″N 16°20′50″Ö / 58.23390°N 16.34718°Ö
- Håvgölen, sjö i Hultsfreds kommun och Småland 57°15′20″N 15°49′20″Ö / 57.25564°N 15.82228°Ö
- Högebrogölen, sjö i Vimmerby kommun och Småland 57°42′51″N 15°59′00″Ö / 57.71426°N 15.98322°Ö
- Hökhultagölen, sjö i Vetlanda kommun och Småland 57°17′49″N 14°53′14″Ö / 57.29682°N 14.88727°Ö
- Höregölen, sjö i Nässjö kommun och Småland 57°39′50″N 14°40′49″Ö / 57.66376°N 14.68030°Ö
- Hörnebogölen, sjö i Vetlanda kommun och Småland 57°13′48″N 14°51′07″Ö / 57.23010°N 14.85184°Ö
- Hörningsgölen, sjö i Vimmerby kommun och Småland 57°47′00″N 15°34′16″Ö / 57.78339°N 15.57105°Ö
- Hörnstadgölen, sjö i Åtvidabergs kommun och Småland 58°13′24″N 16°23′38″Ö / 58.22345°N 16.39399°Ö
- Igölen, sjö i Oskarshamns kommun och Småland 57°26′01″N 16°10′59″Ö / 57.43367°N 16.18315°Ö
- Illaregölen, sjö i Tingsryds kommun och Småland 56°29′27″N 14°55′23″Ö / 56.49081°N 14.92309°Ö
- Ingarpagölen, sjö i Eksjö kommun och Småland 57°33′51″N 14°59′53″Ö / 57.56427°N 14.99801°Ö
- Ingebogölen, sjö i Västerviks kommun och Småland 57°57′41″N 16°08′59″Ö / 57.96128°N 16.14964°Ö
- Intäktgölen, sjö i Värnamo kommun och Småland 57°14′13″N 14°25′03″Ö / 57.23683°N 14.41759°Ö
- Isgölen, sjö i Oskarshamns kommun och Småland 57°14′56″N 16°13′54″Ö / 57.24881°N 16.23178°Ö
- Israelsgölen, sjö i Aneby kommun och Småland 57°57′49″N 14°37′46″Ö / 57.96366°N 14.62935°Ö
- Ivarsgölen, sjö i Värnamo kommun och Småland 57°05′33″N 14°19′12″Ö / 57.09247°N 14.32004°Ö
- Jakobstorpagölen, sjö i Jönköpings kommun och Småland 57°58′07″N 14°33′55″Ö / 57.96853°N 14.56532°Ö
- Jansanissagölen, sjö i Vetlanda kommun och Småland 57°12′06″N 14°53′09″Ö / 57.20180°N 14.88583°Ö
- Jonsahemsgölen, sjö i Tranås kommun och Småland 58°03′06″N 14°49′16″Ö / 58.05167°N 14.82106°Ö
- Jonstorpagölen, sjö i Vetlanda kommun och Småland 57°13′31″N 15°03′48″Ö / 57.22533°N 15.06322°Ö
- Judagölen, sjö i Sävsjö kommun och Småland 57°14′22″N 14°25′36″Ö / 57.23935°N 14.42677°Ö
- Juthemsgölen, sjö i Eksjö kommun och Småland 57°36′04″N 15°05′51″Ö / 57.60106°N 15.09755°Ö
- Järpagölen, sjö i Gislaveds kommun och Småland 57°29′53″N 13°50′38″Ö / 57.49808°N 13.84385°Ö
- Järphultagölen, sjö i Gislaveds kommun och Småland 57°08′06″N 13°08′47″Ö / 57.13495°N 13.14647°Ö
- Jössebägksgölen, sjö i Västerviks kommun och Småland 57°53′42″N 16°04′41″Ö / 57.89510°N 16.07819°Ö
- Kakelugnsgölen, sjö i Eksjö kommun och Småland 57°40′13″N 15°03′43″Ö / 57.67035°N 15.06201°Ö
- Kallamålagölen, sjö i Emmaboda kommun och Småland 56°33′41″N 15°28′00″Ö / 56.56129°N 15.46662°Ö
- Kalvgölen (Kråksmåla socken, Småland), sjö i Nybro kommun och Småland 56°57′03″N 15°55′18″Ö / 56.95072°N 15.92174°Ö
- Kalvgölen (Vena socken, Småland), sjö i Hultsfreds kommun och Småland 57°25′58″N 16°01′47″Ö / 57.43287°N 16.02964°Ö
- Kalvhagsgölen, sjö i Högsby kommun och Småland 57°11′02″N 15°42′00″Ö / 57.18385°N 15.69988°Ö
- Kamragölen, sjö i Uppvidinge kommun och Småland 57°06′04″N 15°22′18″Ö / 57.10124°N 15.37161°Ö
- Karlebogölen, sjö i Åtvidabergs kommun och Småland 58°12′48″N 16°23′03″Ö / 58.21326°N 16.38412°Ö
- Karlsrogölen, sjö i Västerviks kommun och Småland 57°58′04″N 16°21′51″Ö / 57.96770°N 16.36411°Ö
- Karstorpagölen (Näsby socken, Småland), sjö i Vetlanda kommun och Småland 57°28′23″N 14°57′38″Ö / 57.47298°N 14.96069°Ö
- Karstorpagölen (Oskars socken, Småland), sjö i Nybro kommun och Småland 56°37′46″N 15°46′27″Ö / 56.62937°N 15.77428°Ö
- Karsängsgölen, sjö i Jönköpings kommun och Småland 57°47′53″N 14°35′20″Ö / 57.79797°N 14.58900°Ö
- Kilgölen, sjö i Vimmerby kommun och Småland 57°42′32″N 15°58′14″Ö / 57.70889°N 15.97044°Ö
- Klackgölen, sjö i Åtvidabergs kommun och Småland 58°13′14″N 16°08′52″Ö / 58.22058°N 16.14789°Ö
- Klanggölen, sjö i Tranås kommun och Småland 58°06′54″N 14°55′15″Ö / 58.11489°N 14.92077°Ö
- Klastorpagölen, sjö i Vetlanda kommun och Småland 57°26′02″N 15°01′49″Ö / 57.43391°N 15.03036°Ö
- Klenemålagölen, sjö i Nybro kommun och Småland 56°37′30″N 15°45′04″Ö / 56.62487°N 15.75099°Ö
- Klevshultagölen, sjö i Vaggeryds kommun och Småland 57°21′02″N 14°04′28″Ö / 57.35058°N 14.07454°Ö
- Klintagölen, sjö i Eksjö kommun och Småland 57°40′19″N 14°52′42″Ö / 57.67183°N 14.87831°Ö
- Klockaregårdsgölen, sjö i Gislaveds kommun och Småland 57°18′21″N 13°27′21″Ö / 57.30587°N 13.45580°Ö
- Klovhallagölen, sjö i Sävsjö kommun och Småland 57°16′57″N 14°47′03″Ö / 57.28246°N 14.78416°Ö
- Knaplegölen, sjö i Hultsfreds kommun och Småland 57°32′06″N 16°00′30″Ö / 57.53500°N 16.00822°Ö
- Knektagölen, sjö i Tingsryds kommun och Småland 56°30′12″N 14°49′37″Ö / 56.50329°N 14.82682°Ö
- Knohultagölen, sjö i Aneby kommun och Småland 57°47′48″N 14°38′08″Ö / 57.79670°N 14.63563°Ö
- Knokebogölen, sjö i Västerviks kommun och Småland 57°35′28″N 16°27′59″Ö / 57.59117°N 16.46636°Ö
- Knäbbesgölen, sjö i Sävsjö kommun och Småland 57°22′48″N 14°37′58″Ö / 57.37992°N 14.63282°Ö
- Kockhemsgölen, sjö i Sävsjö kommun och Småland 57°21′52″N 14°37′14″Ö / 57.36436°N 14.62068°Ö
- Kohagsgölen, sjö i Vetlanda kommun och Småland 57°16′58″N 15°25′19″Ö / 57.28271°N 15.42204°Ö
- Kokhusgölen, sjö i Eksjö kommun och Småland 57°40′22″N 14°56′11″Ö / 57.67269°N 14.93644°Ö
- Kolgölen, sjö i Vetlanda kommun och Småland 57°18′20″N 15°04′27″Ö / 57.30559°N 15.07404°Ö
- Komramålsgölen, sjö i Vimmerby kommun och Småland 57°50′59″N 15°44′36″Ö / 57.84968°N 15.74323°Ö
- Kongsrydsgölen, sjö i Nässjö kommun och Småland 57°42′45″N 14°45′58″Ö / 57.71262°N 14.76620°Ö
- Kopparegölen, sjö i Aneby kommun och Småland 57°58′14″N 14°36′36″Ö / 57.97057°N 14.61003°Ö
- Kopparpagölen, sjö i Aneby kommun och Småland 57°57′06″N 14°40′17″Ö / 57.95156°N 14.67129°Ö
- Koppgölen (Kristdala socken, Småland), sjö i Oskarshamns kommun och Småland 57°28′31″N 16°12′55″Ö / 57.47515°N 16.21524°Ö
- Koppgölen (Vena socken, Småland), sjö i Hultsfreds kommun och Småland 57°29′46″N 16°10′41″Ö / 57.49609°N 16.17812°Ö
- Kortgölen, sjö i Jönköpings kommun och Småland 57°40′23″N 14°03′23″Ö / 57.67301°N 14.05634°Ö
- Kramsängsgölen, sjö i Nässjö kommun och Småland 57°43′52″N 14°39′01″Ö / 57.73111°N 14.65034°Ö
- Krogölen, sjö i Nybro kommun och Småland 56°58′01″N 15°58′58″Ö / 56.96700°N 15.98278°Ö
- Krokagölen, sjö i Tingsryds kommun och Småland 56°29′10″N 14°50′28″Ö / 56.48625°N 14.84122°Ö
- Krokstorpegölen, sjö i Oskarshamns kommun och Småland 57°26′35″N 16°22′22″Ö / 57.44311°N 16.37276°Ö
- Kronofurgölen, sjö i Uppvidinge kommun och Småland 57°05′43″N 15°17′53″Ö / 57.09531°N 15.29810°Ö
- Kulagölen, sjö i Tingsryds kommun och Småland 56°30′05″N 15°13′32″Ö / 56.50149°N 15.22569°Ö
- Kullsegölen, sjö i Gislaveds kommun och Småland 57°34′34″N 13°48′52″Ö / 57.57621°N 13.81441°Ö
- Kungsgölen, sjö i Hultsfreds kommun och Småland 57°15′18″N 15°47′23″Ö / 57.25510°N 15.78981°Ö
- Kuttebodagölen, sjö i Uppvidinge kommun och Småland 57°09′03″N 15°31′35″Ö / 57.15071°N 15.52634°Ö
- Kvarnabogölen, sjö i Gnosjö kommun och Småland 57°28′49″N 13°49′50″Ö / 57.48018°N 13.83064°Ö
- Kvarnagölen (Hults socken, Småland), sjö i Eksjö kommun och Småland 57°35′32″N 15°06′44″Ö / 57.59216°N 15.11227°Ö
- Kvarnagölen (Järsnäs socken, Småland), sjö i Jönköpings kommun och Småland 57°44′41″N 14°32′21″Ö / 57.74459°N 14.53924°Ö
- Kvarnavadsgölen, sjö i Jönköpings kommun och Småland 57°38′19″N 14°07′18″Ö / 57.63860°N 14.12163°Ö
- Kvarngölen (Gladhammars socken, Småland), sjö i Västerviks kommun och Småland 57°44′18″N 16°28′35″Ö / 57.73829°N 16.47642°Ö
- Kvarngölen (Hjorteds socken, Småland), sjö i Västerviks kommun och Småland 57°41′53″N 16°14′14″Ö / 57.69802°N 16.23720°Ö
- Kvarngölen (Kristdala socken, Småland), sjö i Oskarshamns kommun och Småland 57°28′14″N 16°20′57″Ö / 57.47042°N 16.34918°Ö
- Kvarngölen (Kråksmåla socken, Småland), sjö i Nybro kommun och Småland 56°59′54″N 15°50′18″Ö / 56.99837°N 15.83830°Ö
- Kvarngölen (Misterhults socken, Småland), sjö i Oskarshamns kommun och Småland 57°27′57″N 16°28′39″Ö / 57.46594°N 16.47743°Ö
- Kvarngölen (Södra Vi socken, Småland, 639775-149494), sjö i Vimmerby kommun och Småland 57°42′16″N 15°43′13″Ö / 57.70457°N 15.72033°Ö
- Kvarngölen (Södra Vi socken, Småland, 641370-149050), sjö i Vimmerby kommun och Småland 57°50′52″N 15°38′43″Ö / 57.84770°N 15.64523°Ö
- Kvarngölen (Tuna socken, Småland, 637609-152216), sjö i Vimmerby kommun och Småland 57°30′34″N 16°10′30″Ö / 57.50957°N 16.17492°Ö
- Kvarngölen (Tuna socken, Småland, 637640-152993), sjö i Vimmerby kommun och Småland 57°30′43″N 16°18′16″Ö / 57.51191°N 16.30458°Ö
- Kyrkegölen, sjö i Hylte kommun och Småland 57°01′08″N 13°32′29″Ö / 57.01901°N 13.54146°Ö
- Källebäcksgölen, sjö i Tranås kommun och Småland 58°01′43″N 14°39′12″Ö / 58.02862°N 14.65345°Ö
- Kärrsgölen, sjö i Eksjö kommun och Småland 57°44′36″N 14°57′56″Ö / 57.74347°N 14.96547°Ö
- Kättgölen, sjö i Hultsfreds kommun och Småland 57°18′30″N 16°01′19″Ö / 57.30834°N 16.02191°Ö
- Kättilstorpagölen, sjö i Växjö kommun och Småland 56°49′12″N 14°46′21″Ö / 56.81997°N 14.77239°Ö
- Kättlagölen, sjö i Eksjö kommun och Småland 57°37′43″N 15°09′04″Ö / 57.62873°N 15.15125°Ö
- Kåragårdsgölen, sjö i Sävsjö kommun och Småland 57°18′23″N 14°33′57″Ö / 57.30645°N 14.56596°Ö
- Kårdholmengölen, sjö i Vaggeryds kommun och Småland 57°27′42″N 14°17′38″Ö / 57.46162°N 14.29393°Ö
- Ladgölen (Askeryds socken, Småland), sjö i Aneby kommun och Småland 57°49′16″N 15°02′28″Ö / 57.82099°N 15.04108°Ö
- Ladgölen (Hults socken, Småland), sjö i Eksjö kommun och Småland 57°37′45″N 15°09′25″Ö / 57.62903°N 15.15693°Ö
- Lagårdsgölen, sjö i Hultsfreds kommun och Småland 57°34′08″N 15°44′23″Ö / 57.56900°N 15.73970°Ö
- Lakagölen, sjö i Vaggeryds kommun och Småland 57°21′36″N 14°14′26″Ö / 57.35994°N 14.24061°Ö
- Lannarumsgölen, sjö i Nässjö kommun och Småland 57°35′01″N 14°35′10″Ö / 57.58368°N 14.58614°Ö
- Larstorpagölen (Bälaryds socken, Småland), sjö i Aneby kommun och Småland 57°50′14″N 14°39′07″Ö / 57.83726°N 14.65183°Ö
- Larstorpagölen (Ingatorps socken, Småland), sjö i Eksjö kommun och Småland 57°38′48″N 15°19′00″Ö / 57.64663°N 15.31671°Ö
- Lassagölen, sjö i Tingsryds kommun och Småland 56°28′03″N 14°50′47″Ö / 56.46743°N 14.84640°Ö
- Lejonsgölen, sjö i Uppvidinge kommun och Småland 57°03′58″N 15°40′30″Ö / 57.06619°N 15.67500°Ö
- Levergölen, sjö i Vetlanda kommun och Småland 57°18′29″N 14°52′59″Ö / 57.30792°N 14.88301°Ö
- Lidernagölen, sjö i Sävsjö kommun och Småland 57°22′28″N 14°48′44″Ö / 57.37437°N 14.81236°Ö
- Lilla Bondögölen, sjö i Vaggeryds kommun och Småland 57°30′59″N 13°57′52″Ö / 57.51633°N 13.96438°Ö
- Lilla Grytgölen, sjö i Vimmerby kommun och Småland 57°45′47″N 15°36′13″Ö / 57.76315°N 15.60360°Ö
- Lilla Hultagölen, sjö i Emmaboda kommun och Småland 56°33′46″N 15°43′44″Ö / 56.56281°N 15.72880°Ö
- Lilla Idgölen, sjö i Vimmerby kommun och Småland 57°45′58″N 15°35′34″Ö / 57.76619°N 15.59283°Ö
- Lilla Kalvagölen, sjö i Nybro kommun och Småland 56°52′33″N 15°53′17″Ö / 56.87586°N 15.88805°Ö
- Lilla Kalvgölen, sjö i Nybro kommun och Småland 56°53′27″N 15°50′15″Ö / 56.89070°N 15.83755°Ö
- Lilla Löpgölen, sjö i Åtvidabergs kommun och Småland 58°11′36″N 16°13′30″Ö / 58.19341°N 16.22499°Ö
- Lilla Madgölen, sjö i Nybro kommun och Småland 57°02′56″N 15°53′27″Ö / 57.04881°N 15.89074°Ö
- Lilla Målgölen, sjö i Åtvidabergs kommun och Småland 58°10′02″N 16°16′32″Ö / 58.16720°N 16.27565°Ö
- Lilla Mörkgölen, sjö i Aneby kommun och Småland 57°51′11″N 14°57′21″Ö / 57.85313°N 14.95584°Ö
- Lilla Sarvgölen, sjö i Västerviks kommun och Småland 58°03′48″N 16°06′08″Ö / 58.06321°N 16.10217°Ö
- Lilla Skiregölen, sjö i Vetlanda kommun och Småland 57°14′46″N 15°15′15″Ö / 57.24598°N 15.25429°Ö
- Lilla Tomgölen, sjö i Oskarshamns kommun och Småland 57°16′12″N 16°20′13″Ö / 57.27005°N 16.33695°Ö
- Lilla Trangölen, sjö i Eksjö kommun och Småland 57°42′02″N 15°10′27″Ö / 57.70059°N 15.17410°Ö
- Lilla Tregölen, sjö i Västerviks kommun och Småland 57°52′26″N 16°21′40″Ö / 57.87389°N 16.36114°Ö
- Lilla Tvillinggölen, sjö i Västerviks kommun och Småland 58°02′38″N 16°10′46″Ö / 58.04398°N 16.17956°Ö
- Lilla Tvärgölen, sjö i Vaggeryds kommun och Småland 57°29′38″N 13°57′23″Ö / 57.49395°N 13.95650°Ö
- Lilla Uvgölen, sjö i Vimmerby kommun och Småland 57°42′56″N 15°35′02″Ö / 57.71553°N 15.58390°Ö
- Lillahemsgölen, sjö i Eksjö kommun och Småland 57°40′00″N 15°11′36″Ö / 57.66666°N 15.19346°Ö
- Lillegärdsgölen, sjö i Hultsfreds kommun och Småland 57°24′00″N 15°56′07″Ö / 57.39996°N 15.93529°Ö
- Lillsjögölen, sjö i Emmaboda kommun och Småland 56°29′51″N 15°28′44″Ö / 56.49747°N 15.47888°Ö
- Lindalagölen, sjö i Uppvidinge kommun och Småland 57°04′16″N 15°26′18″Ö / 57.07101°N 15.43841°Ö
- Lindhultegölen, sjö i Vimmerby kommun och Småland 57°46′00″N 15°37′49″Ö / 57.76661°N 15.63030°Ö
- Lindåsagölen, sjö i Gislaveds kommun och Småland 57°15′56″N 13°16′59″Ö / 57.26560°N 13.28296°Ö
- Lindögölen, sjö i Gnosjö kommun och Småland 57°21′29″N 13°41′45″Ö / 57.35800°N 13.69578°Ö
- Linnehultagölen, sjö i Lessebo kommun och Småland 56°43′06″N 15°10′05″Ö / 56.71835°N 15.16813°Ö
- Linnögölen, sjö i Gislaveds kommun och Småland 57°15′49″N 13°17′00″Ö / 57.26363°N 13.28326°Ö
- Linnösgölen, sjö i Jönköpings kommun och Småland 57°39′36″N 14°14′57″Ö / 57.66008°N 14.24915°Ö
- Ljusgölen (Högsby socken, Småland), sjö i Högsby kommun och Småland 57°15′09″N 16°02′19″Ö / 57.25237°N 16.03865°Ö
- Ljusgölen (Kristdala socken, Småland), sjö i Oskarshamns kommun och Småland 57°27′11″N 16°25′48″Ö / 57.45299°N 16.43005°Ö
- Loftuddagölen, sjö i Gislaveds kommun och Småland 57°15′32″N 13°22′24″Ö / 57.25885°N 13.37343°Ö
- Lomagölen, sjö i Hylte kommun och Småland 56°50′36″N 13°16′52″Ö / 56.84344°N 13.28112°Ö
- Lomgölen (Blackstads socken, Småland), sjö i Västerviks kommun och Småland 57°48′00″N 16°12′49″Ö / 57.80001°N 16.21353°Ö
- Lomgölen (Misterhults socken, Småland), sjö i Oskarshamns kommun och Småland 57°29′57″N 16°24′54″Ö / 57.49912°N 16.41499°Ö
- Lomgölen (Målilla socken, Småland), sjö i Hultsfreds kommun och Småland 57°27′26″N 15°45′07″Ö / 57.45721°N 15.75190°Ö
- Lomgölen (Södra Vi socken, Småland), sjö i Vimmerby kommun och Småland 57°46′34″N 15°37′23″Ö / 57.77611°N 15.62302°Ö
- Lomgölen (Tuna socken, Småland), sjö i Vimmerby kommun och Småland 57°33′46″N 16°06′20″Ö / 57.56273°N 16.10545°Ö
- Lomhemsgölen, sjö i Nässjö kommun och Småland 57°43′19″N 14°49′40″Ö / 57.72182°N 14.82769°Ö
- Lommagölen (Bosebo socken, Småland), sjö i Gislaveds kommun och Småland 57°18′19″N 13°19′34″Ö / 57.30535°N 13.32605°Ö
- Lommagölen (Färgaryds socken, Småland), sjö i Hylte kommun och Småland 56°59′28″N 13°11′16″Ö / 56.99109°N 13.18769°Ö
- Lommagölen (Gnosjö socken, Småland), sjö i Gnosjö kommun och Småland 57°17′11″N 13°42′26″Ö / 57.28634°N 13.70735°Ö
- Lommagölen (Gullabo socken, Småland), sjö i Torsås kommun och Småland 56°30′32″N 15°44′23″Ö / 56.50875°N 15.73962°Ö
- Lommagölen (Hults socken, Småland), sjö i Eksjö kommun och Småland 57°37′10″N 15°08′33″Ö / 57.61935°N 15.14254°Ö
- Lommagölen (Rydaholms socken, Småland), sjö i Värnamo kommun och Småland 56°53′31″N 14°16′34″Ö / 56.89184°N 14.27600°Ö
- Lommagölen (Traryds socken, Småland), sjö i Markaryds kommun och Småland 56°32′54″N 13°47′10″Ö / 56.54821°N 13.78612°Ö
- Lommagölen (Ås socken, Småland), sjö i Gislaveds kommun och Småland 57°02′37″N 13°37′42″Ö / 57.04355°N 13.62829°Ö
- Lommegölen, sjö i Vimmerby kommun och Småland 57°42′30″N 15°43′00″Ö / 57.70824°N 15.71680°Ö
- Lomsgölen (Döderhults socken, Småland), sjö i Oskarshamns kommun och Småland 57°15′55″N 16°17′11″Ö / 57.26541°N 16.28633°Ö
- Lomsgölen (Högsby socken, Småland), sjö i Högsby kommun och Småland 57°04′50″N 16°02′36″Ö / 57.08067°N 16.04335°Ö
- Lovegölen, sjö i Vimmerby kommun och Småland 57°38′25″N 15°47′23″Ö / 57.64021°N 15.78980°Ö
- Lundagölen, sjö i Nässjö kommun och Småland 57°28′18″N 14°40′10″Ö / 57.47167°N 14.66938°Ö
- Lussegölen, sjö i Gislaveds kommun och Småland 57°16′50″N 13°23′49″Ö / 57.28059°N 13.39688°Ö
- Luvagölen, sjö i Tranås kommun och Småland 58°02′08″N 14°38′39″Ö / 58.03554°N 14.64409°Ö
- Lyckegölen, sjö i Hultsfreds kommun och Småland 57°33′52″N 15°43′49″Ö / 57.56441°N 15.73019°Ö
- Länsgölen, sjö i Vaggeryds kommun och Småland 57°30′01″N 13°59′28″Ö / 57.50020°N 13.99105°Ö
- Läxarpagölen, sjö i Jönköpings kommun och Småland 57°48′54″N 14°17′54″Ö / 57.81505°N 14.29834°Ö
- Långbrösslegölen, sjö i Vimmerby kommun och Småland 57°48′51″N 15°54′45″Ö / 57.81427°N 15.91237°Ö
- Långegölen (Eksjö socken, Småland), sjö i Eksjö kommun och Småland 57°40′34″N 15°02′23″Ö / 57.67614°N 15.03977°Ö
- Långegölen (Hylletofta socken, Småland), sjö i Sävsjö kommun och Småland 57°28′07″N 14°27′27″Ö / 57.46860°N 14.45748°Ö
- Långegölen (Näshults socken, Småland), sjö i Vetlanda kommun och Småland 57°15′30″N 15°25′01″Ö / 57.25836°N 15.41682°Ö
- Långegölen (Svenarums socken, Småland), sjö i Vaggeryds kommun och Småland 57°30′06″N 14°22′07″Ö / 57.50165°N 14.36851°Ö
- Långgölen (Byarums socken, Småland), sjö i Vaggeryds kommun och Småland 57°29′34″N 13°58′48″Ö / 57.49285°N 13.97991°Ö
- Långgölen (Hjorteds socken, Småland), sjö i Västerviks kommun och Småland 57°36′44″N 16°15′54″Ö / 57.61218°N 16.26496°Ö
- Långgölen (Högsby socken, Småland), sjö i Högsby kommun och Småland 57°07′28″N 15°57′17″Ö / 57.12445°N 15.95480°Ö
- Långgölen (Höreda socken, Småland), sjö i Eksjö kommun och Småland 57°38′03″N 14°55′21″Ö / 57.63417°N 14.92263°Ö
- Långgölen (Kristdala socken, Småland), sjö i Oskarshamns kommun och Småland 57°25′21″N 16°12′57″Ö / 57.42262°N 16.21582°Ö
- Långgölen (Kävsjö socken, Småland), sjö i Gnosjö kommun och Småland 57°21′42″N 13°51′56″Ö / 57.36163°N 13.86561°Ö
- Långgölen (Misterhults socken, Småland), sjö i Oskarshamns kommun och Småland 57°23′12″N 16°30′41″Ö / 57.38665°N 16.51140°Ö
- Långgölen (Södra Vi socken, Småland, 639502-149276), sjö i Vimmerby kommun och Småland 57°40′48″N 15°41′02″Ö / 57.68002°N 15.68385°Ö
- Långgölen (Södra Vi socken, Småland, 641472-149376), sjö i Vimmerby kommun och Småland 57°51′25″N 15°42′00″Ö / 57.85692°N 15.70010°Ö
- Långgölen (Tofteryds socken, Småland), sjö i Vaggeryds kommun och Småland 57°26′37″N 14°12′43″Ö / 57.44364°N 14.21189°Ö
- Långlidsgölen, sjö i Högsby kommun och Småland 57°13′19″N 15°38′35″Ö / 57.22186°N 15.64316°Ö
- Långåsagölen, sjö i Nässjö kommun och Småland 57°40′58″N 14°34′47″Ö / 57.68267°N 14.57980°Ö
- Lökekerydsgölen, sjö i Vaggeryds kommun och Småland 57°28′51″N 14°22′19″Ö / 57.48095°N 14.37199°Ö
- Lönnshultagölen, sjö i Sävsjö kommun och Småland 57°26′12″N 14°31′52″Ö / 57.43659°N 14.53109°Ö
- Lövhultagölen, sjö i Eksjö kommun och Småland 57°34′46″N 14°56′34″Ö / 57.57953°N 14.94268°Ö
- Lövsvedgölen, sjö i Vimmerby kommun och Småland 57°44′05″N 16°01′02″Ö / 57.73468°N 16.01723°Ö
- Maggagölen, sjö i Gnosjö kommun och Småland 57°19′37″N 13°42′38″Ö / 57.32690°N 13.71052°Ö
- Magnusdalsgölen, sjö i Vetlanda kommun och Småland 57°14′52″N 15°03′29″Ö / 57.24775°N 15.05813°Ö
- Malmagölen, sjö i Kalmar kommun och Småland 56°39′03″N 15°55′18″Ö / 56.65079°N 15.92164°Ö
- Mamm-Isakagölen, sjö i Uppvidinge kommun och Småland 56°56′32″N 15°37′43″Ö / 56.94230°N 15.62861°Ö
- Mangelgölen, sjö i Gnosjö kommun och Småland 57°27′34″N 13°47′18″Ö / 57.45931°N 13.78844°Ö
- Margrevehultgölen, sjö i Nässjö kommun och Småland 57°30′25″N 14°45′43″Ö / 57.50696°N 14.76188°Ö
- Marsåsgölen, sjö i Gnosjö kommun och Småland 57°19′31″N 13°50′27″Ö / 57.32532°N 13.84079°Ö
- Medelhultagölen, sjö i Vetlanda kommun och Småland 57°17′30″N 15°22′37″Ö / 57.29172°N 15.37700°Ö
- Mellangölen (Gamleby socken, Småland), sjö i Västerviks kommun och Småland 57°52′18″N 16°21′47″Ö / 57.87154°N 16.36313°Ö
- Mellangölen (Hannäs socken, Småland), sjö i Åtvidabergs kommun och Småland 58°13′02″N 16°23′23″Ö / 58.21710°N 16.38980°Ö
- Mellangölen (Hässleby socken, Småland), sjö i Eksjö kommun och Småland 57°33′44″N 15°32′05″Ö / 57.56217°N 15.53471°Ö
- Mellangölen (Misterhults socken, Småland), sjö i Oskarshamns kommun och Småland 57°28′33″N 16°28′21″Ö / 57.47594°N 16.47261°Ö
- Mellangölen (Skärstads socken, Småland), sjö i Jönköpings kommun och Småland 57°52′29″N 14°24′43″Ö / 57.87472°N 14.41197°Ö
- Mellangölen (Sävsjö socken, Småland), sjö i Sävsjö kommun och Småland 57°22′34″N 14°42′37″Ö / 57.37622°N 14.71024°Ö
- Millegölen, sjö i Vetlanda kommun och Småland 57°14′11″N 15°11′04″Ö / 57.23650°N 15.18438°Ö
- Mjöshultegölen, sjö i Vimmerby kommun och Småland 57°31′52″N 16°07′13″Ö / 57.53100°N 16.12021°Ö
- Moagölen (Svenarums socken, Småland), sjö i Vaggeryds kommun och Småland 57°25′38″N 14°17′15″Ö / 57.42733°N 14.28752°Ö
- Moagölen (Öggestorps socken, Småland), sjö i Jönköpings kommun och Småland 57°41′42″N 14°24′54″Ö / 57.69488°N 14.41503°Ö
- Mobackagölen, sjö i Eksjö kommun och Småland 57°37′33″N 14°58′43″Ö / 57.62584°N 14.97874°Ö
- Modalgölen, sjö i Vimmerby kommun och Småland 57°31′55″N 16°06′53″Ö / 57.53191°N 16.11471°Ö
- Mogölen (Fröderyds socken, Småland), sjö i Vetlanda kommun och Småland 57°20′51″N 14°50′50″Ö / 57.34752°N 14.84714°Ö
- Mogölen (Ingatorps socken, Småland), sjö i Eksjö kommun och Småland 57°40′42″N 15°16′01″Ö / 57.67839°N 15.26684°Ö
- Mogölen (Korsberga socken, Småland), sjö i Vetlanda kommun och Småland 57°20′21″N 15°06′52″Ö / 57.33922°N 15.11456°Ö
- Mogölen (Lönneberga socken, Småland), sjö i Hultsfreds kommun och Småland 57°32′18″N 15°46′04″Ö / 57.53839°N 15.76781°Ö
- Mossagölen (Bosebo socken, Småland), sjö i Gislaveds kommun och Småland 57°18′25″N 13°20′04″Ö / 57.30696°N 13.33457°Ö
- Mossagölen (Ökna socken, Småland), sjö i Vetlanda kommun och Småland 57°28′41″N 15°27′21″Ö / 57.47802°N 15.45583°Ö
- Mostorpagölen (Hults socken, Småland), sjö i Eksjö kommun och Småland 57°37′57″N 15°12′54″Ö / 57.63246°N 15.21496°Ö
- Mostorpagölen (Höreda socken, Småland), sjö i Eksjö kommun och Småland 57°38′32″N 14°54′43″Ö / 57.64235°N 14.91205°Ö
- Mostorpagölen (Norra Sandsjö socken, Småland), sjö i Nässjö kommun och Småland 57°28′16″N 14°47′04″Ö / 57.47122°N 14.78440°Ö
- Motalagölen, sjö i Västerviks kommun och Småland 57°57′44″N 16°11′50″Ö / 57.96231°N 16.19712°Ö
- Muntagölen, sjö i Vetlanda kommun och Småland 57°15′20″N 15°23′22″Ö / 57.25566°N 15.38935°Ö
- Murgölen, sjö i Oskarshamns kommun och Småland 57°25′43″N 16°12′55″Ö / 57.42872°N 16.21539°Ö
- Myregölen, sjö i Eksjö kommun och Småland 57°42′21″N 15°05′13″Ö / 57.70596°N 15.08695°Ö
- Myrgölen, sjö i Nässjö kommun och Småland 57°41′46″N 14°34′18″Ö / 57.69606°N 14.57163°Ö
- Myrnäsgölen, sjö i Valdemarsviks kommun och Småland 58°12′13″N 16°26′29″Ö / 58.20356°N 16.44145°Ö
- Mäjensjögölen, sjö i Sävsjö kommun och Småland 57°23′35″N 14°38′53″Ö / 57.39308°N 14.64803°Ö
- Mäxarpagölen, sjö i Alvesta kommun och Småland 56°58′29″N 14°24′04″Ö / 56.97467°N 14.40105°Ö
- Målagölen (Byarums socken, Småland), sjö i Vaggeryds kommun och Småland 57°32′13″N 14°12′31″Ö / 57.53691°N 14.20865°Ö
- Målagölen (Oskars socken, Småland), sjö i Nybro kommun och Småland 56°37′07″N 15°47′35″Ö / 56.61851°N 15.79302°Ö
- Målagölen (Åseda socken, Småland), sjö i Uppvidinge kommun och Småland 57°06′01″N 15°27′30″Ö / 57.10035°N 15.45841°Ö
- Målarehemsgölen, sjö i Sävsjö kommun och Småland 57°19′55″N 14°43′00″Ö / 57.33191°N 14.71670°Ö
- Målgölen, sjö i Högsby kommun och Småland 57°08′23″N 15°44′32″Ö / 57.13960°N 15.74229°Ö
- Mållebogölen, sjö i Nässjö kommun och Småland 57°41′33″N 14°32′30″Ö / 57.69262°N 14.54173°Ö
- Mörhultagölen, sjö i Nässjö kommun och Småland 57°39′01″N 14°23′01″Ö / 57.65027°N 14.38374°Ö
- Mörkgölen (Hjorteds socken, Småland), sjö i Västerviks kommun och Småland 57°36′41″N 16°24′26″Ö / 57.61131°N 16.40716°Ö
- Mörkgölen (Malmbäcks socken, Småland), sjö i Nässjö kommun och Småland 57°33′54″N 14°21′32″Ö / 57.56512°N 14.35882°Ö
- Mörkgölen (Mörlunda socken, Småland), sjö i Hultsfreds kommun och Småland 57°17′35″N 15°56′55″Ö / 57.29318°N 15.94868°Ö
- Mörtegölen, sjö i Tingsryds kommun och Småland 56°26′45″N 14°57′53″Ö / 56.44593°N 14.96467°Ö
- Mörtgölen (Dalhems socken, Småland), sjö i Västerviks kommun och Småland 58°04′04″N 16°02′28″Ö / 58.06783°N 16.04121°Ö
- Mörtgölen (Gladhammars socken, Småland), sjö i Västerviks kommun och Småland 57°40′11″N 16°24′31″Ö / 57.66985°N 16.40863°Ö
- Narebogölen, sjö i Eksjö kommun och Småland 57°42′39″N 15°06′51″Ö / 57.71078°N 15.11420°Ö
- Nedre Bjurgölen, sjö i Västerviks kommun och Småland 57°56′23″N 16°02′08″Ö / 57.93981°N 16.03565°Ö
- Nejagölen, sjö i Jönköpings kommun och Småland 57°52′41″N 14°25′19″Ö / 57.87815°N 14.42195°Ö
- Nissagölen, sjö i Tranås kommun och Småland 58°04′15″N 14°59′25″Ö / 58.07091°N 14.99032°Ö
- Norr-Södergölen, sjö i Eksjö kommun och Småland 57°39′55″N 14°52′49″Ö / 57.66529°N 14.88032°Ö
- Norra Gåsamossegölen, sjö i Lessebo kommun och Småland 56°40′40″N 15°23′29″Ö / 56.67781°N 15.39135°Ö
- Norra Hiagölen, sjö i Vaggeryds kommun och Småland 57°34′09″N 14°08′30″Ö / 57.56927°N 14.14172°Ö
- Norra Husgölen, sjö i Eksjö kommun och Småland 57°40′10″N 14°54′51″Ö / 57.66948°N 14.91406°Ö
- Norra Kråkgölen, sjö i Vaggeryds kommun och Småland 57°31′41″N 14°00′09″Ö / 57.52793°N 14.00253°Ö
- Norra Mossgölen, sjö i Eksjö kommun och Småland 57°36′25″N 14°55′44″Ö / 57.60682°N 14.92881°Ö
- Norragölen, sjö i Nässjö kommun och Småland 57°43′35″N 14°31′40″Ö / 57.72634°N 14.52780°Ö
- Norrgårdsgölen, sjö i Vaggeryds kommun och Småland 57°28′36″N 14°18′07″Ö / 57.47671°N 14.30181°Ö
- Norrgölen (Långasjö socken, Småland), sjö i Emmaboda kommun och Småland 56°32′32″N 15°24′05″Ö / 56.54215°N 15.40128°Ö
- Norrgölen (Månsarps socken, Småland), sjö i Jönköpings kommun och Småland 57°40′30″N 14°05′58″Ö / 57.67495°N 14.09933°Ö
- Norrgölen (Vissefjärda socken, Småland), sjö i Emmaboda kommun och Småland 56°30′42″N 15°36′42″Ö / 56.51158°N 15.61179°Ö
- Norrkättilsgölen, sjö i Västerviks kommun och Småland 57°40′49″N 16°26′03″Ö / 57.68023°N 16.43412°Ö
- Norrängsgölen, sjö i Gnosjö kommun och Småland 57°23′03″N 13°46′29″Ö / 57.38427°N 13.77460°Ö
- Notegölen, sjö i Högsby kommun och Småland 57°04′34″N 16°00′42″Ö / 57.07624°N 16.01166°Ö
- Notteberggölen, sjö i Vetlanda kommun och Småland 57°13′30″N 14°50′44″Ö / 57.22503°N 14.84568°Ö
- Notåsagölen, sjö i Aneby kommun och Småland 57°54′55″N 14°55′33″Ö / 57.91515°N 14.92570°Ö
- Nyanäsagölen (Näshults socken, Småland), sjö i Vetlanda kommun och Småland 57°17′41″N 15°21′26″Ö / 57.29470°N 15.35722°Ö
- Nyanäsagölen (Åseda socken, Småland), sjö i Uppvidinge kommun och Småland 57°09′27″N 15°27′19″Ö / 57.15754°N 15.45523°Ö
- Nybogölen, sjö i Oskarshamns kommun och Småland 57°18′11″N 16°23′13″Ö / 57.30314°N 16.38703°Ö
- Nybyggegölen, sjö i Vetlanda kommun och Småland 57°21′02″N 15°22′47″Ö / 57.35063°N 15.37963°Ö
- Nygårdsgölen (Skepperstads socken, Småland), sjö i Sävsjö kommun och Småland 57°18′49″N 14°46′00″Ö / 57.31348°N 14.76670°Ö
- Nygårdsgölen (Skirö socken, Småland), sjö i Vetlanda kommun och Småland 57°19′38″N 15°20′45″Ö / 57.32726°N 15.34587°Ö
- Nyträdegölen, sjö i Vetlanda kommun och Småland 57°16′49″N 15°22′50″Ö / 57.28015°N 15.38061°Ö
- Näppgölen, sjö i Högsby kommun och Småland 57°08′24″N 15°56′09″Ö / 57.13991°N 15.93587°Ö
- Näsgölen (Bredaryds socken, Småland), sjö i Värnamo kommun och Småland 57°13′25″N 13°42′55″Ö / 57.22351°N 13.71523°Ö
- Näsgölen (Båraryds socken, Småland), sjö i Gislaveds kommun och Småland 57°20′46″N 13°29′37″Ö / 57.34609°N 13.49361°Ö
- Näsgölen (Hovmantorps socken, Småland), sjö i Lessebo kommun och Småland 56°45′27″N 15°05′19″Ö / 56.75762°N 15.08850°Ö
- Nässjagölen, sjö i Vetlanda kommun och Småland 57°18′26″N 15°05′14″Ö / 57.30728°N 15.08728°Ö
- Nästeshultsgölen, sjö i Västerviks kommun och Småland 57°32′07″N 16°17′43″Ö / 57.53538°N 16.29539°Ö
- Nöthultagölen, sjö i Vaggeryds kommun och Småland 57°31′50″N 14°12′51″Ö / 57.53069°N 14.21410°Ö
- Olstorpagölen, sjö i Eksjö kommun och Småland 57°40′41″N 15°20′30″Ö / 57.67797°N 15.34177°Ö
- Ormhultsgölen, sjö i Gislaveds kommun och Småland 57°06′21″N 13°33′25″Ö / 57.10570°N 13.55681°Ö
- Oxhaggölen, sjö i Uppvidinge kommun och Småland 57°03′52″N 15°39′33″Ö / 57.06455°N 15.65918°Ö